# Бахна (Нямц)
Бахна (рум. Bahna) — село у повіті Нямц в Румунії. Входить до складу комуни Бахна.
Село розташоване на відстані 265 км на північ від Бухареста, 36 км на південний схід від П'ятра-Нямца, 73 км на південний захід від Ясс.

## Населення
За даними перепису населення 2002 року у селі проживали 739 осіб, з них 736 осіб (99,6%) румунів. Рідною мовою 736 осіб (99,6%) назвали румунську.